# Elecciones locales de Georgia de 2025
Las elecciones locales de Georgia se celebraran el 2 de octubre para elegir a los alcaldes y los miembros de los consejos municipales en los 64 municipios del país. Las elecciones transcurrirán en medio de una crisis política y protestas antigubernamentales causadas por una disputa de la legitimidad de las principales instituciones del país.

## Campaña

### Sueño Georgiano
El 5 de marzo de 2025 Kakha Kaladze, alcalde de Tiflis y miembro del partido gobernante Sueño Georgiano confirmó a la prensa que su partido se estaba preparando para las elecciones locales. Comentó que confía en que Sueño Georgiano «gane las elecciones con mucha ventaja» y dijo que la oposición, a la que acusó de «servir a los intereses de otros países», no tenía ninguna posibilidad de tener éxito.

### Girchi
El 10 de marzo de 2025, Alexander Rakviashvili, uno de los líderes de Girchi, declaró que su partido estaba organizando reuniones con el electorado desde febrero en Rustavi. Destacó la importancia de los preparativos tempranos, subrayando que la participación en las elecciones locales será «difícil» y requiere muchos recursos para poder competir en los 63 municipios.  Al contrario del resto de la oposición que está a la espera de organizar unas elecciones parlamentarias paralelas. Girchi apuesta por ganar la elección a la alcaldía de Tiflis y Rakviashvili sugirió que el partido podría presentar un candidato conjunto con los otros partidos de oposición.